# 山河屯駅
山河屯駅（さんがとんえき）とは、中華人民共和国黒竜江省ハルビン市五常市山河鎮に位置する拉浜線の駅。

## 歴史
- 1933年　開業。

## 隣の駅
中華人民共和国鉄道部
拉浜線
平安駅 - 山河屯駅 - 杜家駅
座標: 北緯44度42分43秒 東経127度12分55秒 / 北緯44.712度 東経127.2152度